# Declaration (Red)
Declaration è il settimo album in studio del gruppo musicale statunitense Red, pubblicato nel 2020.

## Tracce
Testi e musiche di Anthony Armstrong e Rob Graves, eccetto dove indicato.
1. All for You – 3:06
2. Infidel – 4:03
3. Cauterize – 3:46
4. The War We Made – 3:52
5. The Evening Hate – 4:47 (A. Armstrong, Randy Armstrong, Graves)
6. Float – 3:06
7. The Victim – 3:00 (A. Armstrong, Graves, Joe Rickard)
8. Sever – 4:02 (A. Armstrong, Graves, Keith Wallen)
9. Only Fight – 3:02 (A. Armstrong, Graves, Rickard)
10. From the Ashes – 5:23

## Formazione
- Michael Barnes – voce
- Anthony Armstrong – chitarra, cori
- Randy Armstrong – basso, cori, piano
- Dan Johnson – batteria